# 248
| [ Edytuj tabelę ] |                                           |
| Władca Korei      | - 227 Tongch’ŏn 248 - 248 Chungch’ŏn 270  |
| Papież            | - 236 Fabian 250                          |
| Król Persji       | - 241 Szapur I 272                        |
| Cesarz Rzymu      | - 244 Filip I Arab 249 - 247 Filip II 249 |

Rok 248 / CCXLVIII
stulecia: II wiek ~
III wiek ~
IV wiek

lata: 238 «
243 «
244 «
245 «
246 «
247 «
248
» 249
» 250
» 251
» 252
» 253
» 258

## Wydarzenia
Cesarstwo rzymskie
- Ludi saeculares, uroczyste obchody tysiąclecia Rzymu.
- Cyprian z Kartaginy został biskupem.
- Orygenes napisał Przeciw Celsusowi.
- Uzurpacja Pakacjana w prowincjach naddunajskich.
- Decjusz wysłany przez cesarza Filipa Araba nad Dunaj, gdzie ustabilizował sytuację po buncie Pakacjana.
- Uzurpacja Jotapiana w Syrii.

Azja
- Powstanie Wietnamczyków pod przywództwem Triệu Thị Trinh przeciw przeciw królestwu Wu.

## Zmarli
- Jotapian, rzymski uzurpator.
- Triệu Thị Trinh, przywódczyni wietnamskiego powstania (ur. 225).